# Lönneberga socken
Lönneberga socken i Småland ingick i Aspelands härad (före 1886 även delar i Södra Vedbo härad), uppgick 1967 i Hultsfreds köping och området ingår sedan 1971 i Hultsfreds kommun i Kalmar län och motsvarar från 2016 Lönneberga distrikt.
Socknens areal är 94,92 kvadratkilometer, varav land 91,25. År 2000 fanns här 1 323 invånare. Tätorten Silverdalen och småorten Lönneberga med sockenkyrkan Lönneberga kyrka ligger i socknen. 

## Administrativ historik
Lönneberga socken har medeltida ursprung.
1718-19 överfördes byarna Dal, Faggemåla, Hällefors, Järnemåla och Lidhult från Vena skate till Lönneberga socken. 1884 (1885?) överfördes byarna Katebo, Livarp och Sjöarp till Lönneberga från Hässleby skate i Södra Vedbo härad.
Vid kommunreformen 1862 övergick socknens ansvar för de kyrkliga frågorna till Lönneberga församling och för de borgerliga frågorna till Lönneberga landskommun. Landskommunen uppgick 1969 i Hultsfreds köping som 1971 ombildades till Hultsfreds kommun.
1 januari 2016 inrättades distriktet Lönneberga, med samma omfattning som församlingen hade 1999/2000.
Socknen har tillhört samma fögderier och domsagor som Aspelands härad. De indelta soldaterna tillhörde Smålands husarregemente, Staby skvadron, Överstelöjtnantens kompani och Kalmar regemente, Livkompanit.

## Geografi
Lönneberga socken ligger sydväst om Vimmerby och väster om Hultsfred, kring Silverån i norr och med sjön Linden på västgränsen. Socknen består av odlingsbygd i ådalen och kuperad skogsbygd däromkring. 1930 hade socknen 836 hektar åker och 6298 hektar skogsmark. Förutom Lönneberga och Silverdalen kan följande byar inom församlingen nämnas: Katebo, Sjöarp, Djursbo och Svensmåla i nordväst, Saxemåla i väster och Lönneberga kyrkby, Bäckefall, Haddarp samt Åkarp i den centrala delen av socknen.
Området genomkorsas av länsväg 129 samt av Nässjö-Oskarshamns Järnväg med station i Lönneberga.

### Geografisk avgränsning etc
Lönneberga socken gränsar i norr mor Pelarne socken i Vimmerby kommun. Gränsen följer delvis Silverån. Nordost om Silverån ligger ett cirka 10 km² stort område som tillhör Lönneberga. Mitt i den lilla Gallebosjön ligger "tresockenmötet" Lönneberga-Pelarne-Vimmerby. Vimmerby socken ligger härifrån i nordost.
Lönneberga socken sträcker sig i en långsmal form ner mot Hultsfred och socknen innefattar, i sydost, större delen av Hultsfreds flygplats. Strax väster om riksväg 34 ligger ett "tresockenmöte" Lönneberga-Vimmerby-Hultsfred, varifrån församlingsgränsen viker skarpt mot sydsydväst för att söder om flygplatsen falla ut i Silverån. Gränsen mellan Lönneberga och Hultsfreds församling följer Silverån uppströms cirka 5 km till en punkt nedströms Silverdalen. Här faller gränsen av söderut till "tresockenmötet" Lönneberga-Hultsfred-Målilla med Gårdveda. 
I söder har Lönneberga en cirka 8 km lång gräns mot Målilla med Gårdveda församling. Vid Munkemossen i sydväst ligger "tresockenmötet" Lönneberga-Målilla med Gårdveda-Karlstorp.
Socknen har därefter en cirka 10 km lång sydvästgräns mot Karlstorps socken i Vetlanda kommun (Jönköpings län). Väster om torpet Lindefall, som är Lönneberga församlings västligaste bebyggelse ligger "tresockenmötet" Lönneberga-Karlstorp-Hässleby (tillika "trekommunmöte" Hultsfred-Vetlanda-Eksjö), vilket innebär att socknen i nordväst avgränsas av Hässleby socken i Eksjö kommun. Även gränsen mot Hässleby är cirka 10 km lång och faller ut i Silverån vid "tresockenmötet" Lönneberga-Hässleby-Pelarne.

## Fornlämningar
Kända från socknen är några boplatser och lösfynd från stenåldern.

## Namnet
Namnet (1343 Lynebärg) kommer från en gård vid kyrkan, nutidens Klockaregården. Förleden är lönne, som i lönnbestånd. Efterleden är berg.

## Kända personer mm från socknen
Astrid Lindgrens Emil i Lönneberga har endast hämtat sitt namn från Lönneberga socken, från vilken Lindgren dock lär ha hämtat miljöinspiration.
En direkt litterär anknytning har socknen dock genom Albert Engström, som 1869 föddes på gården Bäckefall strax väster om Lönneberga kyrka. På samma gård växte Astrid Lindgrens farmors mor Sofia upp. Hon var syster till Albert Engströms morfar, vilket innebär att Astrid Lindgrens farmor och Alberts mor var kusiner. 
Victor Haak (1874-1969) föddes i socknen där han blev såväl kantor som en för sin tid progressiv lärare i Kyrkskolan. Under pseudonymen Danjel ve Korsgrinna uppträdde han som bondkomiker bland annat på Skansen i Stockholm samt skrev folklivsskildringar och dikter på bygdemål. Under 1940-talet förekom han med biroller och verkade som dialektexpert i en handfull svenska långfilmer varav några baserats på noveller av Albert Engström. I hans utgivning finns bland annat Sockenbeskrivning över Lönneberga1954 ochSkrattsalver. Dikter, mest på nordsmåländskt landsmål1942. 
Sandro Key-Åberg (1922-1991) hade under en lång följd av år sitt fritidshus i Fridhems nedlagda skola några kilometer norr om Bäckefall. Hans bok Fridhem Småland Sverige skildrar trakten och historier kopplade till dess före detta skollärare. 
Oscar Hedström (1871-1960) som emigrerade till USA var medgrundare till Indian Motorcycle Company.
Johan Samuel Lif, eller bara Lifven, är en beryktad brottsling som gäckade trakterna under 1850-talet. Han dömdes till döden 1853, men benådades. Hans öden har sedan dess fortsatt att fascinera, vilket lett till sägner som påminner en lokal variant av Robin Hood, men också till omfattande historieforskning där biografin "Jag har inte gjort något ont" är det främsta exemplet. 
Fredrik Esmarch, svensk-tysk industriman som från 1905 till sin bortgång 1946 verkade i koncernen Brusafors-Hällefors som han byggt runt pappersbruket i Silverdalen.  Ledande i svensk pappersindustri och inflytelserik i utvecklingen av Smålands näringsliv där han med omvittnat humaniskt engagemang verkade för industrins sociala ansvar. Fredrik Esmarch blev 1928 riddare av Vasaorden och 1934 riddare av Nordstjärneorden. *Fredrik Wilhelm Alexander Esmarch i Svenskt biografiskt lexikon 

### Fotnoter
1. 1 2  Svensk Uppslagsbok andra upplagan 1947–1955: Lönneberga socken
2. 1 2  Harlén, Hans; Harlén Eivy (2003). Sverige från A till Ö: geografisk-historisk uppslagsbok. Stockholm: Kommentus. Libris 9337075. ISBN 91-7345-139-8
3. ↑  Det medeltida Sverige 4:4 Aspeland Sevede Tuna län
4. ↑  Administrativ historik för Lönneberga socken (Klicka på församlingsposten). Källa: Nationella arkivdatabasen, Riksarkivet.
5. 1 2  Sjögren, Otto (1931). Sverige geografisk beskrivning del 2 Östergötlands, Jönköpings, Kronobergs, Kalmar och Gotlands län. Stockholm: Wahlström & Widstrand. Libris 9939
6. 1 2  Nationalencyklopedin
7. ↑  Nordisk familjebok, upplaga 3, band 13, 1930
8. ↑  Fornlämningar, Statens historiska museum: Lönneberga socken
9. ↑  Fornminnesregistret, Riksantikvarieämbetet: Lönneberga socken Fornminnen i socknen erhålls på kartan genom att skriva in sockennamn (utan "socken") i "Ange geografiskt område"
10. ↑  Mats Wahlberg, red (2003). Svenskt ortnamnslexikon. Uppsala: Institutet för språk och folkminnen. Libris 8998039. ISBN 91-7229-020-X. https://isof.diva-portal.org/smash/get/diva2:1175717/FULLTEXT02.pdf
11. ↑   Lönneberga Hembydgsgille, I Victor Haaks fotspår (2006)
12. ↑   Sandro Key-Åberg, Fridhem Småland Sverige (Albert Bonniers Förlag, 1982)
13. ↑   Grönborg Anna, Jag har inte gjort något ont (Recito Förlag, 2010)
14. ↑   Silverdalen. Historien om ett småländskt pappersbruk. Uppsala